# XIII Giochi dei piccoli stati d'Europa
I XIII Giochi dei piccoli stati d'Europa si svolsero a Cipro dal 1 al 6 giugno 2009.

## Programma

### Sedi di gara
| Città     | Impianto                           | Sport            |
| --------- | ---------------------------------- | ---------------- |
| Nicosia   | Stadio Neo GSP                     | Atletica leggera |
| Nicosia   | Palazzetto dello Sport Eleftheria  | Pallacanestro    |
| Nicosia   | Palazzetto dello Sport Lefkotheon  | Judo             |
| Nicosia   | Poligono olimpico                  | Tiro             |
| Nicosia   | Padiglione Evangelos Florakis      | Tennistavolo     |
| Nicosia   | Centro tennis nazionale            | Tennis           |
| Nicosia   | Università di Cipro                | Pallavolo        |
| Machairas | Itinerario mountain bike           | Mountain bike    |
| Limassol  | Centro velico                      | Vela             |
| Limassol  | Centro sportivo "Spyros Kyprianou" | Ginnastica       |
| Limassol  | Centro sportivo "Spyros Kyprianou" | Beach volley     |
| Limassol  | Piscina                            | Nuoto            |

### Logo

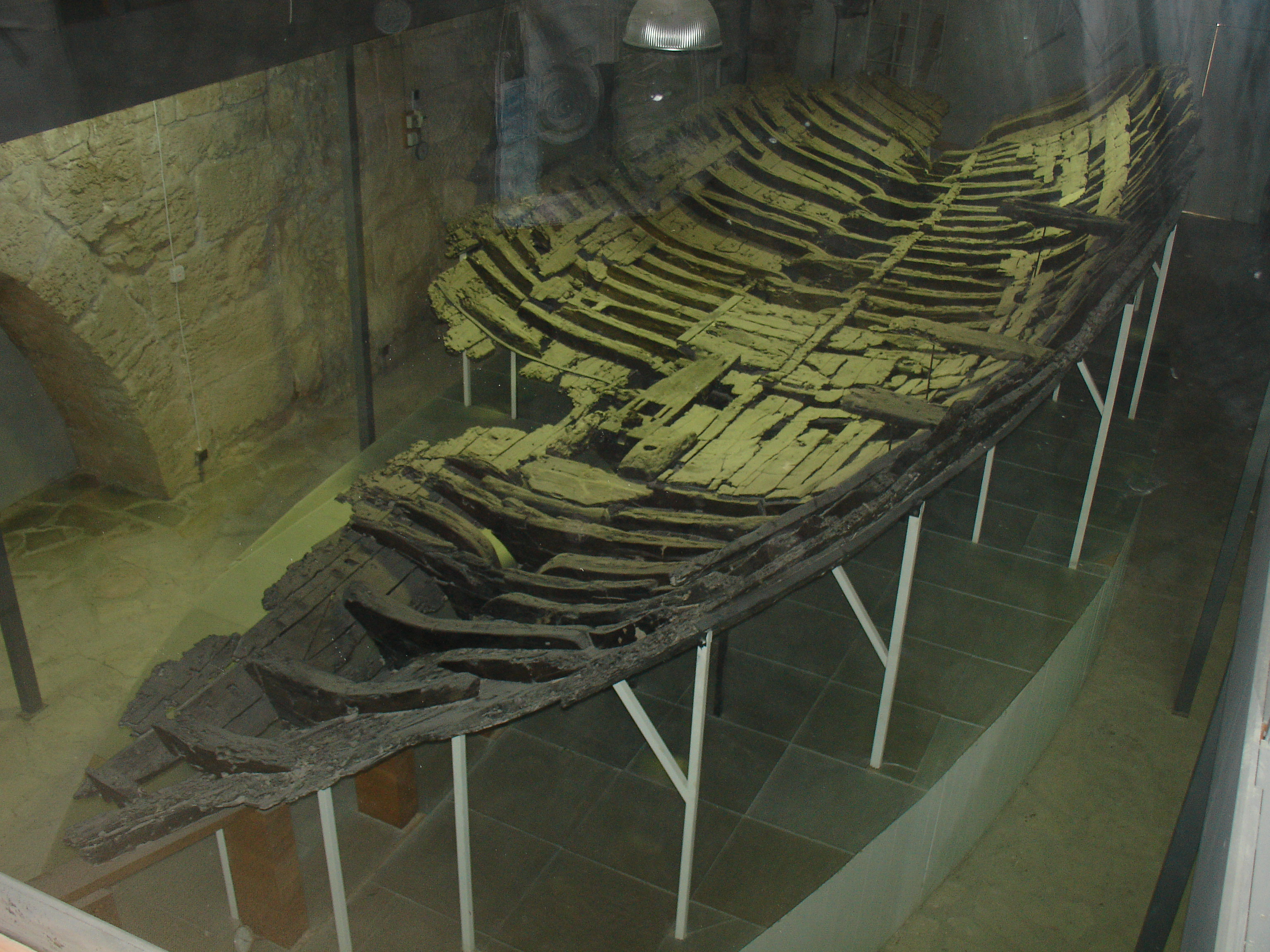
Nave di Kyrenia

Il Logo dei Giochi dei piccoli stati d'Europa del 2009 rappresenta la nave di Kyrenia stilizzata. I resti di questa nave sono forse i più antichi e miglior conservati reperti archeologici riguardanti una nave commerciale. Gli archeologi hanno scoperto questi reperti sul fondo del mare di Kyrenia nel 1965 e ora sono conservati all'interno del castello della cittadina cipriota.
Trasportando merci per il Mediterraneo queste navi contribuivano non solo allo sviluppo commerciale all'interno del Mare Nostrum ma aiutavano anche gli scambi culturali e di idee fra i vari popoli che ne abitavano le coste.
Questo simbolo è stato scelto come rappresentativo della storia, della cultura e del senso patriottico di Cipro ed è rappresentato anche sulle monete da 10, 20 e 50 centesimi di euro cipriote.

## I Giochi

### Paesi partecipanti
- Andorra
- Cipro
- Islanda
- Liechtenstein
- Lussemburgo
- Malta
- Monaco
- San Marino

### Sport
Il programma sportivo della manifestazione comprese le seguenti discipline sportive:
| Disciplina                                                 | Maschile | Femminile | Misti | Totali  |
| ---------------------------------------------------------- | -------- | --------- | ----- | ------- |
| Atletica leggera                                           | 20       | 17        |       | 37      |
| Mountain bike                                              | 1        | 1         |       | 2       |
| Ginnastica • Ginnastica artistica • Ginnastica ritmica     | 8 0      | 11 6 5    |       | 19 14 5 |
| Jūdō                                                       | 7        | 6         |       | 13      |
| Nuoto                                                      | 16       | 16        |       | 32      |
| Pallacanestro                                              | 1        | 1         |       | 2       |
| Pallavolo • Beach volley • Pallavolo                       | 2 1      | 2 1       |       | 4 2     |
| Tennis                                                     | 2        | 2         |       | 4       |
| Tennistavolo                                               | 3        | 2         |       | 5       |
| Tiro a segno/volo • Carabina • Pistola • Tiro al piattello | 5 1 3    | 3 1       |       | 8 2 4   |
| Vela                                                       | 2        | 2         |       | 4       |
| Totale (15 sport)                                          | 67       | 63        | 0     | 130     |

### Calendario
| ● | Cerimonia di apertura |  | Competizioni | ● | Finali | ● | Cerimonia di chiusura |

| Giugno                | 01 Lun                | 02 Mar | 03 Mer | 04 Gio | 05 Ven | 06 Sab | Totale |     |
| --------------------- | --------------------- | ------ | ------ | ------ | ------ | ------ | ------ | --- |
| Atletica leggera      | Atletica leggera      |        | 12     |        | 11     |        | 14     | 37  |
| Beach volley          | Beach volley          |        |        |        |        | 2      |        | 2   |
| Ginnastica            | Ginnastica            |        | 4      | 10     |        | 1      | 4      | 19  |
| Judo                  | Judo                  |        | 5      | 6      |        | 2      |        | 13  |
| Mountain bike         | Mountain bike         |        |        |        | 2      |        |        | 2   |
| Nuoto                 | Nuoto                 |        | 8      | 10     | 8      | 6      |        | 32  |
| Pallacanestro         | Pallacanestro         |        |        |        |        |        | 2      | 2   |
| Pallavolo             | Pallavolo             |        |        |        |        |        | 2      | 2   |
| Tennis                | Tennis                |        |        |        |        | 2      | 2      | 4   |
| Tennistavolo          | Tennistavolo          |        |        | 1      | 2      |        | 2      | 5   |
| Tiro                  | Tiro                  |        | 3      | 1      | 3      | 1      |        | 8   |
| Vela                  | Vela                  |        | 1      | 1      | 1      | 1      |        | 4   |
| Totale medaglie d'oro | Totale medaglie d'oro |        | 33     | 29     | 27     | 15     | 26     | 130 |
| Cerimonie             | Cerimonie             | ●      |        |        |        |        | ●      |     |
| Giugno                | 01 Lun                | 02 Mar | 03 Mer | 04 Gio | 05 Ven | 06 Sab | Totale |     |